# Hunger Games (série littéraire)
Pour les articles homonymes, voir Hunger Games.
Hunger Games (The Hunger Games) est une trilogie de science-fiction dystopique écrite par Suzanne Collins.
Destinée principalement à un public d'adolescents, la série se compose d'une trilogie : Hunger Games (paru en 2008), L’Embrasement (2009) et La Révolte (2010), et de deux préquels : La ballade du serpent et de l'oiseau chanteur (2020) et Lever de soleil sur la moisson (2025).
La série décrit les aventures d'une jeune fille, nommée Katniss Everdeen, qui doit participer aux Hunger Games, un combat à mort télévisé dans lequel des adolescents sont contraints de s'entretuer afin de divertir les dirigeants d'un régime totalitaire, une punition mise en place à la suite d’une révolte sévèrement réprimée.
Un préquel à la trilogie, intitulé La Ballade du serpent et de l'oiseau chanteur, est sorti en 2020. Ce dernier tome, qui se déroule 64 ans avant l'histoire originale, est centré sur le personnage de Coriolanus Snow.
En juin 2024, un nouveau préquel, intitulé Hunger Games : Lever de soleil sur la moisson, est annoncé, avec une sortie prévue en mars 2025. Le livre, qui se déroule 24 ans avant l'histoire originale, sera centré sur les 50e jeux remportés par Haymitch Abernathy.
Les deux premiers romans se sont classés premiers sur la New York Times Best Seller list des meilleures ventes hebdomadaires aux États-Unis et le troisième a été en tête de toutes les listes de meilleures ventes américaines.
En 2012, l'adaptation du premier tome au cinéma connaît un franc succès, ce qui engendre un regain d'engouement pour la trilogie, dont les ventes dépassèrent les 26 millions d'exemplaires. La saga cinématographique de six films dépassa, quant à elle, les 3 milliards de dollars de recettes.
Œuvre dystopique, Hunger Games constitue une analyse critique de la société du spectacle, et en particulier des dérives des émissions de télé-réalité.
Elle possède enfin de nombreuses références à la mythologie grecque et à la Rome antique.

## Contexte

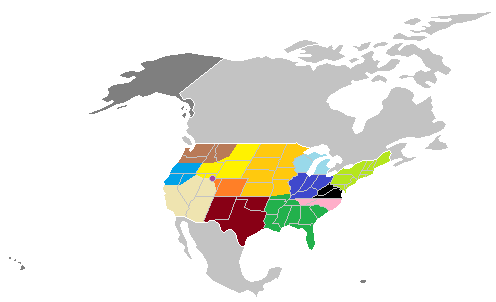
Correspondance supposée entre les actuels États américains et les Districts de Panem ; la montée des océans et le débordement au-delà des frontières américaines n'étant pas pris en compte.
Capitole
District 1 (produits de luxe)
District 2 (construction, armement, forces de l'ordre)
District 3 (électronique)
District 4 (pêche)
District 5 (énergie)
District 6 (transports)
District 7 (bois)
District 8 (textile)
District 9 (blé)
District 10 (bétail)
District 11 (agriculture)
District 12 (charbon)
District 13 (graphite, armement, missiles nucléaires)

La trilogie Hunger Games se déroule dans une période du futur indéterminée après la destruction des nations actuelles de l'Amérique du Nord et d'une notable montée des eaux[réf. nécessaire], aboutissant à la formation d'un régime totalitaire appelé « Panem ». Le pays est constitué d'une région centralisant tous les pouvoirs politiques appelée le Capitole et localisée dans les montagnes Rocheuses américaines. Douze Districts lui fournissent nourriture, énergie, matières premières, etc., et tous subissent l'hégémonie du pouvoir central. Le Capitole est une région riche et apparaît comme étant technologiquement futuriste, alors que les douze Districts croupissent dans différents niveaux de pauvreté, de faim et de terreur. La protagoniste principale et narratrice, Katniss Everdeen, est originaire du plus pauvre d'entre eux, le District Douze, situé dans les Appalaches, une région minière responsable de l'approvisionnement en charbon, où la famine fait rage.
Soixante-quatorze ans avant le début des romans, les Districts se sont révoltés contre le Capitole. Les deux clans ont été très affaiblis par la guerre. Le District Treize, à bout de souffle tout comme le Capitole, a accepté de se faire bombarder par ce dernier tandis que ses citoyens se réfugiaient sous terre, à condition que le Capitole le laisse tranquille.
Le Capitole a ainsi pu faire croire aux autres Districts qu'il avait vaincu le District Treize et l'avait définitivement rayé de la carte, celui-ci étant le District le plus important dans la cause des Rebelles. Le Capitole a laissé les habitants du District Treize tranquilles et ces derniers sont devenus indépendants. Les Rebelles ont perdu la guerre et la répression qui a suivi a été impitoyable. Ces événements sont connus sous le nom des « Jours Sombres ». En punition de la révolte des Districts, le Capitole organise chaque année les « Hunger Games » (Jeux de la Faim), où chaque District est contraint d'envoyer un garçon et une fille âgés de douze à dix-huit ans tirés au sort : les vingt-quatre tributs sont conduits dans une immense arène naturelle et doivent s'entre-tuer jusqu'au dernier survivant. Puis, tous les 25 ans, le Capitole organise les Jeux de l'Expiation, qui se déroulent comme une édition normale, mais avec une règle spéciale (par exemple, durant la première Expiation, les candidats aux « Hunger Games » étaient élus plutôt que tirés au sort). Le Vainqueur est largement récompensé et retourne dans son District avec suffisamment d'argent et de nourriture pour le reste de sa vie. Les Jeux sont retransmis dans tous les Districts et au Capitole à la télévision. Ils constituent une source de divertissement pour les citoyens du Capitole, alors que ceux des Districts sont obligés de regarder leurs enfants mourir en direct, leur rappelant chaque année la suprématie du Capitole et la révolte écrasée dans le sang.

## Résumés
Chaque livre de la trilogie est construit selon la même structure : trois sections de neuf chapitres. L'auteure affirme qu'une telle structure lui est venue de sa formation de dramaturge au théâtre, d'où la structure en trois parties, en référence aux trois actes. Elle explique que chaque groupe de neuf chapitres peut être considéré comme une histoire à part entière.

### Hunger Games
Le premier tome introduit Katniss Everdeen, une jeune fille de 16 ans originaire du District 12 qui se porte volontaire pour les 74es Hunger Games à la place de sa petite sœur Primrose, aussi appelée Prim. L'autre Tribut du District est Peeta Mellark, et tous deux sont coachés par le seul vainqueur vivant du District 12, Haymitch Abernathy, qui a remporté les Jeux 24 ans plus tôt et qui a depuis vécu une existence solitaire sous l'emprise de l'alcool. Juste avant le début des Jeux, Peeta avoue en direct à la télévision son amour secret pour Katniss, conduisant les habitants du Capitole à les désigner comme les « Amants Maudits » (Star-crossed Lovers). Surprise et déstabilisée par cette révélation soudaine, Katniss est encouragée par Haymitch à jouer le jeu afin de récolter de l'argent des sponsors qui pourront l'aider pendant les Jeux. Dans l'arène, Katniss s'allie avec Rue, une fillette de 12 ans venue du District 11. Rue se fait tuer peu après et Katniss, traumatisée, lui rend hommage tout en défiant le Capitole. Après que la plupart des Tributs se sont fait tuer, les organisateurs des Jeux annoncent une règle inédite selon laquelle les Tributs d'un même District peuvent gagner ensemble s'ils sont les deux derniers survivants. Katniss et Peeta s'associent donc pour s'entraider et éliminer les autres Tributs, mais, alors qu'ils attendent d'être déclarés vainqueurs, la règle est révoquée. Katniss propose à Peeta de tenter de se suicider en mangeant ensemble des baies empoisonnées, espérant ainsi que la règle soit réinstaurée. Leur ruse est couronnée de succès mais ne plaît pas au Capitole, qui y voit un signe de défi. Les Vainqueurs retournent néanmoins victorieux dans leur District.

### L'Embrasement
Six mois après la victoire, Katniss découvre que son acte de défi à la fin des Jeux a entraîné une réaction en chaîne et une vague de révolte dans les Districts. Le Président Snow menace de s'en prendre à sa famille si elle ne fait pas en sorte d'arrêter la rébellion, en continuant lors de la « Tournée des Vainqueurs » à jouer le jeu vis-à-vis de Peeta. Après des révélations d'Haymitch concernant la face cachée de la fonction de mentor, Katniss propose, pour rendre leur idylle plus réelle, de se marier avec Peeta, chose qui sera de toute façon impossible à empêcher. Ce dernier a appris que Katniss feignait son amour pour lui, mais il décide de jouer le jeu pour épargner la famille de Katniss et l'ensemble des habitants du District 12, également menacés par le Capitole. Ensemble, ils font le tour des Districts pendant la « Tournée des Vainqueurs » et prévoient un grand mariage. Mais bien qu'ils aient suivi à la lettre les ordres de Snow, Katniss a, par mégarde, alimenté la révolte, devenant le symbole de la rébellion. Snow annonce les 75es Hunger Games, troisième édition des « Jeux de l'Expiation », ayant lieu tous les 25 ans. Ce sont des Jeux spéciaux, et cette fois-ci les Tributs sont prélevés chez les anciens vainqueurs : Katniss (seule Tribut féminine du District) et Peeta (qui s'est porté volontaire à la place de Haymitch) se retrouvent encore face-à-face. Avec le soutien d'Haymitch, le duo s'associe avec quelques autres Tributs, parvenant à détruire l'arène et à s'échapper du Capitole. Katniss est secourue par les forces rebelles du District 13 où elle retrouve son ami Gale Hawthorne, qui lui annonce que le Capitole a détruit le District 12 et capturé Peeta.

### La Révolte
La révolte des Districts contre le Capitole bat son plein. Katniss, réfugiée dans le District 13, accepte d'être utilisée comme outil de propagande afin d'unir les Districts révoltés. Elle et sa famille s'adaptent au régime particulier du District 13, où l'individu s'efface devant le groupe, et où le militaire domine. En échange de son aide, Katniss impose le sauvetage des Tributs encore prisonniers au Capitole. Peeta, entre autres, est donc secouru, mais le jeune homme a été victime d'un lavage de cerveau et considère maintenant Katniss comme une mutation génétique du Capitole. Les Rebelles mettent tout en œuvre pour que Peeta redevienne lui-même. Finalement, après un entraînement intensif, un groupe comprenant Katniss, Gale, Finnick, un Peeta encore instable ainsi que d'autres habitants du District 13, est envoyé en mission au Capitole. Ils sont toutefois pris au piège en se rapprochant du Capitole, et perdent la quasi-totalité de leurs compagnons. Katniss décide alors d'inventer une mission afin d'assassiner Snow. Avant qu'ils ne réussissent, le Capitole est bombardé et tombe dans les mains des Rebelles, et Snow est fait prisonnier. Ces bombardements tuent notamment un groupe de secouristes dont Prim, la petite sœur de Katniss, fait partie. Katniss est gravement blessée, et est encore folle de rage à sa sortie de l'hôpital. Avant l'exécution de Snow, la nouvelle Présidente, Alma Coin, annonce la tenue des derniers Hunger Games qui verra s'entre-tuer des enfants du Capitole. Katniss, désabusée, se rend compte que finalement rien ne va changer sous ce nouveau régime. Elle apprend de Snow que la mort de sa sœur Prim est due à Alma Coin, ce que Gale ne peut que confirmer. Le jour de l'exécution, Katniss tire sa flèche sur Coin, au lieu de viser Snow, qui meurt étouffé par son propre sang : de ce fait, elle est arrêtée mais graciée par le nouveau gouvernement, et retourne dans son District dévasté, sans sa mère. Peeta la rejoint peu après. Le roman se termine sur un épilogue montrant que Katniss et Peeta ont eu 2 enfants, pour lesquels leur mère espère des jours meilleurs.

### La Ballade du serpent et de l'oiseau chanteur
La dixième édition annuelle des Hunger Games s'ouvre par la Moisson. Au Capitole, Coriolanus Snow, 18 ans, est pour la première fois mentor des Jeux. Son destin est alors lié à celui d'une fille provenant du District 12, qui semble condamnée par avance à mourir dans l'arène.

### Lever de soleil sur la moisson
L'histoire, qui débute le jour de la Moisson, se concentre sur la 50e édition des Jeux, remportés par Haymitch Abernathy, qui est aussi la deuxième édition des « Jeux de l'Expiation », ayant lieu tous les 25 ans.

## Personnages
- Katniss Everdeen : principale protagoniste et narratrice de la série, Katniss vient du district Douze où elle s'adonne depuis ses onze ans au braconnage pour nourrir sa mère et sa sœur cadette, son père ayant été tué lors d'une explosion minière. Ces expériences l'ont endurcie et ont contribué à la rendre pragmatique, sarcastique et déterminée. Lorsque sa sœur Primrose, ou « Prim », est tirée au sort le jour de la Moisson, Katniss se porte volontaire pour participer aux Hunger Games et donc sauver sa petite sœur. Son don pour le tir à l'arc lui fera un atout de plus pour les Hunger Games. Elle a les cheveux noirs et raides, des yeux gris qu'elle tient de son père et elle porte habituellement une longue tresse en arrière. Elle est surnommée « Catnip » par son meilleur ami Gale qu'elle a rencontré dans les bois. À la suite de sa participation à deux éditions de Hunger Games au cours desquelles elle défie publiquement à plusieurs reprises (implicitement et parfois involontairement) le Capitole, elle devient le symbole de la rébellion des districts.
- Peeta Mellark : tribut masculin du District 12. Blond et fort, il est tombé depuis longtemps et secrètement amoureux de Katniss. Son amour pour sa coéquipière sera utilisé comme une stratégie pour faire obtenir au couple la sympathie du public, ce qui décevra beaucoup Peeta qui n'avait pas été mis au courant de cette idée, au contraire de Katniss qui ne faisait (dans un premier temps) que semblant de l'aimer devant les caméras. Peeta est profondément bon et pacifiste. Contrairement à Katniss, il croit au pardon et à la rédemption et refuse de voir une guerre se produire, quand bien même elle serait destinée à renverser le Capitole. Dans le dernier tome, il est « conditionné », « piraté » (hijacked), par le Capitole, et s'en prend à Katniss, la considérant comme une ennemie, avant de guérir. Peeta est le fils du boulanger du district. Sa force physique et son bagout naturels sont des atouts notables pour les Hunger Games.
- Haymitch Abernathy : mentor de Katniss et Peeta, il a remporté les 50es Hunger Games ; traumatisé par ses Jeux et alcoolique, il aidera les deux tributs à gagner les Hunger Games et organisera par la suite la rébellion.
- Gale Hawthorne : Jeune homme du district 12 subvenant aux besoins de sa famille (une mère et trois jeunes frères et sœur) en s'adonnant au braconnage en compagnie de Katniss. Ils se sont rencontrés quand cette dernière avait 12 ans, et lui 14, après la mort de leurs pères dans la même explosion minière. Si Katniss le surpasse dans le domaine du tir à l'arc, Gale possède un talent inné pour les pièges en tout genre comme les collets. Il est amoureux de Katniss mais celle-ci est trop occupée pour penser à une quelconque relation amoureuse. Lui et Katniss chassent tous les jours mais, dans L'Embrasement, leurs parties de chasses se réduisent aux dimanches étant donné que Gale commence à travailler dans les mines en semaine. Gale possède un esprit révolutionnaire très acéré: il voit clair dans les stratégies du Capitole pour maintenir la Terreur et l'asservissement des Districts. Après la destruction du District 12, Gale s'engage à corps perdu dans la résistance engagée à partir du District 13.
- Primrose Everdeen : Surnommée Prim, elle est la petite sœur de Katniss Everdeen. Blonde, aimable et compréhensive, elle tient de sa mère un don prodigieux pour l'art de la médecine. Si Prim apparaît dans le premier tome comme timide et très craintive, les participations successives aux Hunger Games de sa sœur l'endurcient et la font gagner en force et en maturité. lors de la révolte, après la destruction du district 12 par les bombes incendiaires du Capitole, elle rejoint le district 13 où elle assiste au soulèvement des districts, et devient médecin. S'étant portée volontaire, malgré son jeune âge, pour partir en mission en Capitole, elle sera tuée par des bombes en tentant de sauver les enfants du Capitole pulvérisés par d'autres explosions.
- Coriolanus Snow : président de Panem durant la majeure partie de la trilogie. Dirigeant du Capitole, il est décrit comme un petit homme aux cheveux blancs et au regard de serpent. Il est impitoyable et implacable, et ne cherche qu'à demeurer au pouvoir. Il est le principal antagoniste récurrent de l'histoire. S'opposant à la rébellion, il mènera la lutte contre les districts, mais sera finalement capturé par les rebelles, et condamné à l'exécution. Il mourra finalement étranglé par son propre sang, en riant, attaché à son poteau d'exécution, devant le fait que Katniss ne l'ait pas abattu, mais ait plutôt tué la présidente Coin.
- Finnick Odair : Allié de Katniss et Peeta dans les 75es Hunger Games, et des rebelles. Il vient du district 4 et a gagné les 65es Hunger Games à l'âge de 14 ans, ce qui est remarquable pour un tribut si jeune. Dès cette époque, il est très remarqué pour son incroyable beauté, à tel point qu'il est "vendu" quelques années plus tard par Snow à de nombreuses femmes riches du Capitole. Cependant, il sait tirer parti de cette position en échangeant sa compagnie contre des secrets politiques, ce qui lui permettra plus tard d'approvisionner les rebelles en informations sur le président. Il est fou amoureux d'Annie Cresta, une gagnante de son District mentalement affectée par le souvenir de sa propre participation aux Jeux. Finnick sera attaqué, lors de la révolte, par des mutations génétiques sous les égouts du capitole, dans le cadre d'une mission pour tuer le président Snow, et sera finalement tué par ces monstres.
- Annie Cresta : Une ancienne gagnante du District 4, sa participation aux Hunger Games l'aura rendu mentalement instable de façon permanente après qu'elle a assisté dans l'arène à la décapitation de l'autre tribut de son district. Folle amoureuse de Finnick, elle l'épousera au District 13. Elle aura un enfant de lui.
- Johanna Mason : Alliée de Katniss, Peeta et Finnick dans les 75es Hunger Games. Elle vient du district 7, et a jadis gagné les Hunger Games en se faisant passer pour inoffensive et craintive afin de passer inaperçue aux yeux des autres tributs, ce qui lui a permis de les tuer facilement. Elle aide Katniss à sortir de l'arène, notamment en lui arrachant le mouchard qu'elle avait dans le bras afin qu'elle ne soit pas retrouvée par le capitole, bien qu'elle ne ressente pas de sympathie envers elle. Après sa capture dans l'arène, elle est régulièrement aspergée d'eau puis électrocutée, ce qui provoquera par la suite chez elle une aquaphobie.
- Cinna : Styliste de Katniss durant les Hunger Games, il devient ensuite un ami proche. Il réside au Capitole. Il est intelligent et soutient Katniss dans ces moments difficiles. Il est connu pour les robes magnifiques qu'il coud à Katniss, ces dernières ayant généralement un lien avec le feu C'est d'ailleurs grâce à lui que Katniss est surnommée la « Fille du Feu ». Il sera arrêté juste au commencement des 75es Hunger Games, puis battu et torturé à mort, pour avoir créé à Katniss une robe de "Geai Moqueur" qui est l'emblème des rebelles, ce qui le désigne comme coupable de trahison envers le Capitole.
- Portia : Styliste de Peeta, elle assiste Cinna sur la création des costumes des deux tributs, elle vit au Capitole. Elle sera exécutée publiquement par représailles du Capitole envers les rebelles, lors de la révolte des districts ; sa mort est retransmise en direct à la télévision.
- Rue : Tribut du district Onze, elle est très jeune et est largement sous-estimée dans les Jeux. Sa connaissance des plantes et son habilité lui permettent d'aller pourtant très loin. Katniss retrouve en Rue sa petite sœur Prim. Elle prévient Katniss au sujet des guêpes tueuses; grâce à cela Katniss arrivera à tuer un des tributs de carrière. Katniss et elle font alliance pour détruire les provisions des carrières. Rue est tuée par un tribut du district Un, Marvel, qui lui a lancé un épieu dans l'estomac. Sur son lit de mort, elle demande à Katniss de lui chanter une chanson, ce qu'elle fait, elle meurt donc sur les genoux de Katniss lui chantant une chanson. Quand le canon retentit pour annoncer sa mort, Katniss décide de cueillir des fleurs et de l'en couvrir pour montrer aux juges et à toute la population de Panem qu'elle n'était pas qu'un simple pion dans leurs Jeux. Tout au long des livres, Katniss mentionne Rue à de nombreuses reprises. Katniss a noué un lien avec Rue car elle lui rappelait sa sœur, Primrose.
- Effie Trinket : L'accompagnatrice de Katniss et Peeta pour les jeux. Effie, citoyenne du capitole, est habillée de façon voyante et parle avec un accent caractéristique. Elle se soucie en permanence d'être à l'heure. Elle aide Haymitch à envoyer pendant les jeux les cadeaux des sponsors à Katniss et Peeta. Souvent naïve et horripilante, elle peut également être très drôle. Si dans un premier temps Katniss ne peut supporter les valeurs du Capitole qu'Effie incarne, elle développe rapidement un instinct de protection envers elle, souhaitant la tenir à distance des divers enjeux politiques que reflètent chacun des Hunger Games auxquels elle participe et qu'Effie ne discerne pas. Par ailleurs, Effie se révèle rapidement être une alliée précieuse à sa façon dans la survie de Katniss et Peeta malgré son attitude souvent déplacée: si elle ne leur apprend pas comment se battre dans l'arène, elle les aide néanmoins à savoir faire bonne impression devant les caméras et en public, ce qui est un domaine tout aussi important que le combat dans les Hunger Games.

## Réception

### Accueil critique et public
Les trois romans ont reçu un accueil positif. Ils ont été particulièrement salués pour leur qualité narrative addictive, et pour l'action présente dans l'ensemble des livres,. L’Embrasement est considéré comme étant meilleur que le premier roman, alors que La Révolte a été salué pour sa représentation de la violence, pour la construction de l'univers dépeint et pour l'intrigue romantique qui s'en dégage,.
Hunger Games a été critiqué pour ses ressemblances avec les univers d’œuvres antérieures, notamment en raison de l'utilisation du thème des « jeux télévisés à mort » (TV death game) déjà présents dans une nouvelle de Robert Sheckley, « The Prize of Peril », 1958 (trad. A. Rosenblum, « Le Prix du danger », 1958), La Guerre Olympique de Pierre Pelot, mais aussi Battle Royale バトル・ロワイアル (Batoru rowaiaru) de Kōshun Takami ou Running Man (The Running Man) et Marche ou crève (The Long Walk) de Stephen King,. De plus, l'« hésitation romantique » de l'héroïne et le triangle amoureux, qualifié de médiocre, ont été critiqués. La Révolte a déçu certains lecteurs par l'abondance de détails laissés inexpliqués.

### Distinctions
Le premier tome a remporté le Buxtehude Bulle (en) en 2009 et en 2010 le Deutscher Jugendliteraturpreis (prix de littérature de jeunesse allemande) dans la tranche d'âge 14-15 ans.
La trilogie a été nommée « livre préféré » aux Teen Choice Awards 2012.

## Sources d'inspiration de la saga

### Sources dans la mythologie grecque

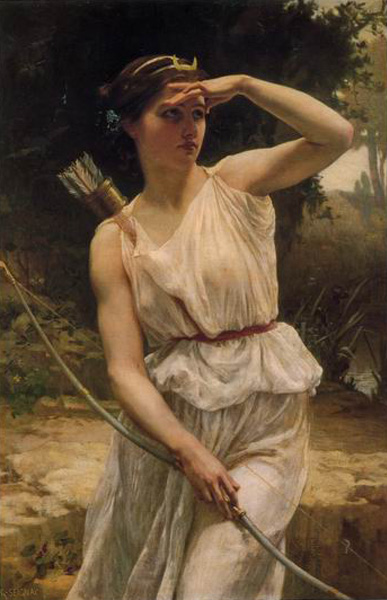
L’héroine Katniss est inspirée de la déesse grecque Artémis (Diane chez les Romains).

L’univers d’Hungers Games possède de nombreuses références à la mythologie grecque.
En 2015, l'auteur de la saga, Suzanne Collins indiquait que l’univers d’Hunger Games était ainsi inspiré du mythe de Thésée et du Minotaure. Elle déclare en effet « éprouver de la fascination » pour ce mythe dans lequel sont envoyés tous les neuf ans « une phalange de jeunes garçons et filles dans un labyrinthe mortel afin de combattre le monstrueux Minotaure ».
Néanmoins le mythe de Thésée ne semble pas avoir été la seule source d’inspiration pour Suzanne Collins. Pour le chercheur français Fabien Bièvre-Perrin, de nombreuses similitudes existent également entre Katniss et la déesse grecque Artémis (ou Diane chez les Romains).
Dans la Grèce antique, Artémis était la déesse de la chasse et la protectrice des très jeunes enfants. Tout comme elle, Katniss est une chasseuse. Elle possède d’ailleurs la même arme de prédilection que la déesse grecque : l’arc. A l’image d’Artémis, elle se préoccupe aussi des enfants, et en particulier de sa petite sœur Prim.
Par ailleurs, une entraîneuse sportive du premier tome est appelée Atala, ce qui pourrait être une référence à Atalante, une héroïne grecque réputée pour sa vitesse à la course.

### Sources dans la Rome antique
L’histoire de la Rome antique a également inspiré Collins dans la création du contexte politique et des personnages d’Hunger Games.
Le nom du pays, Panem, vient de la célèbre formule du poète Juvénal Panem et circenses, « Du pain et des jeux », en référence aux deux principaux centres d'intérêt des Romains : la nourriture et le divertissement.
La capitale de Panem, Le Capitole, fait référence à la colline où siégeait le pouvoir à Rome. Les forces militaires et policières de Panem, les Pacificateurs, évoquent également les légions romaines. Disciplinés et habillés de la même tenue, ils s’engagent dans l’armée pour une durée identique à celle du service militaire romain (vingt ans).
Le concept des jeux dans Hunger Games serait, lui, inspiré des combats de gladiateurs qui existaient dans la Rome antique.

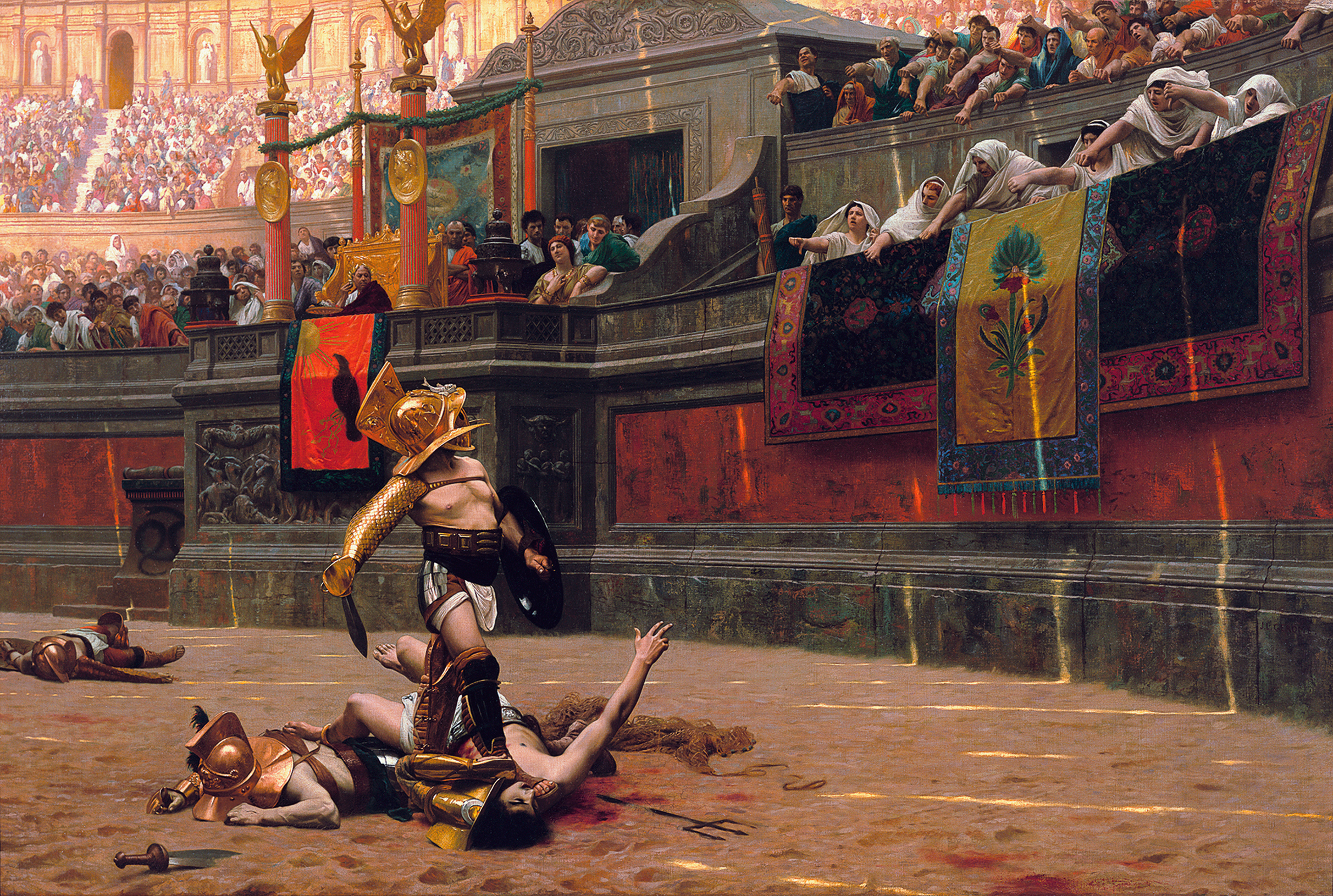
L'arène dHunger Games serait inspirée de l'arène des gladiateurs à Rome.

Tout comme les gladiateurs devaient gagner les faveurs du public pour tenter de survivre, Katniss et les autres « tributs » doivent séduire les « sponsors » afin d’obtenir de la nourriture et des soins, une fois lancés dans l’arène.
On trouve enfin de nombreuses références à l’histoire de la Rome antique, à travers les noms de différents personnages d’Hunger Games. Le nom du président de Panem, Coriolanus Snow, par exemple fait écho à Caius Marcius Coriolanus, un homme d'État et général romain, qui chercha à plusieurs reprises à renverser la République romaine et à prendre le pouvoir.
Le styliste Cinna, quant à lui, porte le même que le consul romain Lucius Cornelius Cinna. Enfin, le nom du Haut-Juge dans Hunger Games, Seneca, est inspiré du nom du philosophe romain, Sénèque (Lucius Annaeus Seneca), qui fut forcé de se suicider par l'empereur Néron.

### Critique de la télé-réalité
L’Antiquité gréco-romaine ne semble néanmoins pas avoir été la seule source d’inspiration pour Collins. A travers la saga, elle explique également avoir voulu montrer les dérives des émissions de télé-réalité, en imaginant un concept de jeux « mélange de divertissement et d'horreur bien réelle ».
Les Hunger Games reprennent ainsi tous les codes de la télé-réalité : un animateur déluré, des candidats filmés en gros plan afin de pouvoir capter leurs émotions comme dans un feuilleton, séquences d’interviews et réactions en plateau.
Quant aux participants, ils sont choisis dans une tranche d’âge (entre 12 et 18 ans), où ils sont encore socialement ou psychologiquement vulnérables. Avant le début des Jeux, chacun est l’objet d’une présentation sur un plateau télé durant laquelle il est érigé en véritable star.

## Adaptations

### Films
Les trois romans ont été adaptés au cinéma :
- Hunger Games (The Hunger Games, 2012)
- Hunger Games : L'Embrasement (The Hunger Games: Catching Fire, 2013)
- Hunger Games : La Révolte, partie 1 (The Hunger Games: Mockingjay – Part 1, 2014)
- Hunger Games : La Révolte, partie 2 (The Hunger Games: Mockingjay – Part 2, 2015)

Les deux préquels sont également adaptés en long-métrage :
- Hunger Games : La Ballade du serpent et de l'oiseau chanteur (The Hunger Games: The Ballad of the Songbirds and Snakes, 2023)
- Hunger Games : Sunrise on the Reaping (2026)

Lions Gate Entertainment a acquis les droits de distribution de l'ensemble des films produits par la société Color Force de Nina Jacobson. Collins a adapté elle-même les romans pour le cinéma avec l'aide de Gary Ross, également réalisateur du premier film ; les trois films suivants et le préquel sont réalisés par Francis Lawrence, qui est en discussion pour réaliser l'adaptation du deuxième préquel.

### Jeu vidéo
Si aucun jeu vidéo issu de la licence n'a été commercialisé, un mod multijoueur sur le jeu vidéo Minecraft a été développé, reprenant le principe des Hunger Games, de même pour une extension du jeu Ark Survival Evolved appelé Ark: Survival of the Fittest.

### Parc d'attractions
Le parc d'attractions Motiongate compte deux attractions sur le thème de Hunger Games dans son quartier "Lionsgate".